# Pas del Brenner
El pas del Brenner o coll del Brenner (italià: Passo del Brennero; alemany: Brennerpass; llatí: Brennus Mons) és un coll de muntanya dels Alps al Tirol. Travessa la frontera actual entre els estats d'Itàlia i Àustria i és un dels passos més importants de la serralada.
Es tracta del més baix (1.372 m) i més fàcils dels colls alpins i un dels pocs a la regió del Tirol, raó per la qual la seva possessió sempre ha estat motiu de disputes. El ferrocarril i una autopista travessant el coll de Brenner uneixen les ciutats de Múnic, Insbruck, Verona i Roma.